# СКБ РКИИГА
СКБ РКИИГА — студенческое конструкторское бюро Рижского института инженеров гражданской авиации, одно из первых в Советском Союзе, послуживших моделью для формирования подобных СКБ по всей стране с 1968 года. Существовало с 1964 по 1991 гг.

## История
В 1963-64 гг. во время работы над лёгким самолётом РИИГА-1 в институте сформировалась инициативная группа студентов Ф. Мухамедов, Г. Иванов, С. Иванов, А. Лесиков, В. Пришлюк и др., поддержанная профессорско-преподавательским составом. В 1964 г. на её основе было организовано студенческое конструкторское бюро РКИИГА — одно из первых в Советском Союзе. Его опыт стал основой для решения Министерства высшего и среднего специального образования СССР, которое в 1968 году утвердило «Типовое положение о студенческих конструкторских, исследовательских, проектных, технологических и экономических бюро высших учебных заведений» (СКБ), призванных развивать научно-исследовательскую и проектно-конструкторскую работу студентов. Этот документ не только определил структуру СКБ, но также оплату труда студентов в таких конструкторских бюро.
С 1961 по 1988 гг. студентами института спроектированы и построены самолёты, вертолёты, автожиры, аппараты на воздушной подушке, глиссеры.
С конца 1960-х годов при СКБ работала водно-моторная секция, изготавливавшая гоночные спортивные лодки. Их конструированием занимался студент, а затем преподаватель РКИИГА Юрий Прибыльский.
С 1972 года СКБ стало самостоятельным структурным подразделением, в которое входили отделы механиков, радиоотдел и самолётная секция. Руководил им преподаватель института В.Блохин. После окончания института в 1978 году СКБ возглавил один из самых активных его сотрудников В.Ягнюк, который бессменно руководил бюро вплоть до своей безвременной кончины в 1990 году. На общем собрании СКБ было решено присвоить ему имя В.Ягнюка, однако это решение так и не было воплощено в жизнь из-за политических перемен, обрушившихся на РКИИГА.
«Мы пришли в институт, по большому счету, за конструированием. В нашем СКБ варились совершенно фантастические проекты, и всеми владела простая идея — сделать что-то гениальное, после чего весь мир должен был упасть. Мы не создавали маршрутное такси, чтобы летать с дачи на работу. От рекордного глиссера плавно переходили к самолёту „Антуанетт“, который можно было сделать за 40 рабочих часов из раскладушки и старого мопедного двигателя». Андрей Сипкевич, кандидат технических наук, выпускник РКИИГА.

## Летательные аппараты СКБ РКИИГА[4]

### Орнитоплан И. Н. Виноградова
В 1965—1968 г.г. в СКБ РИИГА летчик-инженер доцент И. Н. Виноградов (ученик Н. Е. Жуковского) с группой студентов работал над созданием «Махоциклёта» — летательного аппарата с машущими крыльями на базе мопеда (изобретение И. Н. Виноградова и В. М. Андреева). И. Н. Виноградов занимался конструированием лёгких самолётов и увлекался изучением полёта птиц с 1930-х годов. Новая конструкция стала продолжением работ по изучению машущего полёта в РКВИАВУ, где еще в 1956 году, также под руководством И. Н. Виноградова и при участии П. Н. Пяткова и Я. С. Сегала, проводились продувки машущей модели.
В состав группы по махоциклолёту входили студенты механического факультета: Лабендик В. П., Лабендик Вл. П. (см. RUSSKIE.lv\Владимир Лабендик), Шабалин В. М., Нейфельд В. А., Скурат Б. И., Воротынцев Г. И. и другие. Были проведены расчёты лётных характеристик аппарата, разработаны чертежи, компонованные из отдельных частей и начато изготовление деревянного макета летательного аппарата на основе серийного мопеда «Рига-3» для создания стендовой установки натурных испытаний машущего крыла и отработки его механизации.
В 1963 году И. Н. Виноградов в соавторстве с сыном Р. И. Виноградовым получили авторское свидетельство на моторный орнитоплан.
Промежуточные результаты исследовательской работы были озвучены в апреле 1966 года на XII студенческой научной конференции вузов республик Прибалтики, Белоруссии и Калининградской области. С докладами выступили Вл. Лабендик, Г.Воротынцев, В.Нейфельд. Затем в феврале 1968 года И. Н. Виноградов представил работу на 104-м заседании секции теории авиации и космонавтики Советского национального объединения историков естествознания и техники.

### Автожиры
Организатором, руководителем работ и конструктором автожиров в РКИИГА был Валентин Леонидович Устинов. Будучи студентом механического факультета, он возглавлял СКБ и организовал разработку, постройку и испытания целой серии автожиров: «Рига-50», «Рига-72», «Чайка», «Адель», «Егерь», «Фермер», «Гирос-1», «Гирос-2». Началась работа в конце 1966 года, когда группа студентов механического факультета (В.Капустин, В.Савельев, О.Гарбаренко, Е.Махоткин, В.Жук, Ю.Дунаевский) приступила к проектированию легкого одноместного автожира с мотоциклетным двигателем М-61.
Под руководством преподавателя кафедры конструкции и прочности летательных аппаратов Д. П. Осокина были отработаны методики весового, аэродинамического и прочностных расчетов, выбрана схема автожира и определены его основные параметры и размеры. Одновременно велись работы по форсированию двигателя М-61 с целью увеличения его мощности до 45-50 л. с. К июлю 1967 года все основные расчеты были закончены и началось изготовление деталей и узлов конструкции. В сентябре 1967 года автожир был собран и получил наименование «Рига-50».
Наземные испытания автожира, закрепленного в кузове автомашины ГАЗ-51, движущейся со скоростью 55-60 км/час, подтвердили правильность проведенных расчетов. Ротор хорошо «забирал ветер» и быстро выходил на рабочие обороты. Вибрации конструкции не наблюдалось, эффективность управления была вполне достаточной. Автожир «Рига-50» с работающим двигателем, установленный на автомашине, был показан на праздничных демонстрациях трудящихся г. Риги в ноябре 1967 года и мае 1968 года.
Летом 1968 года испытания были продолжены на аэродроме, на буксире за автомашиной. 26 августа 1968 года автожир, пилотируемый преподавателем Д.Осокиным, выполнил первый полет, пролетев около 200 м, но при торможении буксировщика скапотировал и был существенно поврежден.
При постройке второго экземпляра, получившего обозначение «Рига-50М», конструкция была упрощена: клепаная балка фюзеляжа заменена сварной фермой, улучшен внешний вид и условия работы пилота (полузакрытая кабина с ветровым стеклом). Весной 1969 года он был удостоен первого места на выставке-конкурсе студенческих работ вузов Латвийской ССР.
После окончания института В.Устинов продолжил работу в СКБ РКИИГА, его группа пополнилась новыми энтузиастами: В.Литанский, В.Пришлюк, Р.Лукашун, С.Данилин, В.Аксютченко, В.Поздняков, О.Воробьев, И.Чуркин, А.Стефанский. Основной упор был сделан на создании серии безмоторных спортивных «ротошютов» — буксируемых автожиров-планёров.
В.Устинов привлёк к своим исследованиям молодёжь завода «Ригасельмаш»: Ю.Безматного, И.Калашникова, В.Воронова, Л.Коротуна, В.Белоуска, и часть дальнейших работ стала выполняться на этом предприятии.
Летом 1970 года начались наземные испытания головной машины безмоторной серии — автожира «Чайка-1», а 15 августа 1970 года преподаватель Владлен Зиновьевич Цейтлин (в прошлом лётчик гражданской авиации) поднял «Чайку-1» в воздух.
До конца «летного сезона» 1970 года было выполнено 5 полетов для проверки поведения машины в воздухе, определения эффективности управления и поиска оптимальных режимов буксирного полета. В августе 1971 года В. З. Цейтлин легко поднял в воздух автожир «Рига АС-2», буксируемый быстроходным катером. В один из последовавших дней была достигнута высота полета 15-20 м. При проведении испытаний и доводке автожира «Рига АС-2» в состав коллектива вошли инженеры Р. В. Щавинский, В. П. Лабендик, студенты В.Шабанов, С.Сапелкин, В.Голышев, Н.Фролов, В.Алейников, В.Ягнюк.
В 1967-71 гг. в СКБ проводились эскизные проработки многоцелевых автожиров с различными типами поршневых газотурбинных двигателей, пригодных для использования в народном хозяйстве. На основе этих работ студенты В.Устинов, Е.Махоткин, В.Литанский, В.Савельев и В.Капустин выполнили и успешно защитили дипломные проекты.
Весной 1971 года возобновились работы по созданию легкого многоцелевого автожира, технологию изготовления которого постарались максимально приблизить к условиям серийного производства. В конструкции новой машины, «Рига-72», основные силовые элементы — килевая балка и пилон были выполнены из дюралевых труб большого диаметра, широко использовались детали и узлы, которые могли изготавливаться штамповкой, многодетальное стержневое шасси заменила упругая рессора, выклеенная из стеклопластика. Существенное улучшение лётных характеристик было достигнуто применением мощного четырёхцилиндрового двухтактного двигателя.
В проектировании и постройке автожира «Рига-72» активно участвовали инженер В.Устинов, ст. преподаватель Д.Осокин, студенты В.Капустин, О.Гарбаренко. Испытания проводил В. З. Цейтлин. Осенью 1972 года автожир демонстрировался на 4-й выставке-смотре НТТМ в Москве и получил высокую оценку специалистов. Авторы разработки были награждены дипломами лауреатов и медалями ВДНХ. На этой же выставке был представлен буксируемый автожир «Спарите», созданный под руководством В.Устинова на заводе «Ригасельмаш».
Из других автожиров, разработанных этой группой следует назвать «Рига АС-2», «Адель», «Егерь», «Фермер», «Гирос-1», «Гирос-2». Интерес к разработке автожиров в РКИИГА угас с появлением нового типа летательных аппаратов — дельтапланов и мотодельтапланов, которые позволяли решать практически те же задачи при более простой конструкции и меньших трудозатратах на постройку, чем у автожиров.
Устинов перешел на работу в конструкторское бюро Н. И. Камова, где его конструкторский опыт, полученный в СКБ РКИИГА, был в полной мере востребован.

### Самолёты

#### Первые разработки
В 1963 году студенты 3 курса механического факультета Ф. Мухамедов и Г. Иванов приступили к разработке эскизного проекта лёгкого одноместного самолёта с мотоциклетным двигателем. Вскоре к ним присоединились А. Лесиков, С. Иванов, В. Пришлюк, Ю. Балдаев. Студенческую инициативу поддержало руководство факультета, шефами стали кафедры конструкции и прочности летательных аппаратов, технологии и ремонта. Студенты получили рабочее место в учебно-производственных мастерских института, выполняемые ими расчёты конструкции засчитывались (после проверки преподавателями) в качестве домашних заданий, расчётно-графических работ и курсовых проектов.
Конструкция самолёта не носила элементов новизны — было использовано подкосное деревянное крыло и оперение, и сварной ферменный фюзеляж. Серийный двигатель от мотоцикла К-750 был снабжен редуктором, чтобы увеличить диаметр и КПД винта. Непосредственную помощь в процессе работы оказали студентам преподаватели и сотрудники института Ю. Д. Миленький, Д. П. Осокин, Р. Г. Нугис, А. Л. Пассек, В. Лазарев и другие.
В 1965 году самолёт «РИИГА-1» был построен. Проведенные наземные испытания выявили необходимость некоторых доработок, в частности, улучшения амортизации шасси. Поскольку не удалось получить разрешения на проведение полётов, самолёт так и не смог подняться в воздух.
Туристский четырёхместный самолёт «РИИГА-2» стал темой дипломных проектов Ф. Мухамедова, Г. Иванова и В. Пришлюка. Под руководством Ф. Мухамедова в 1963—1967 гг. был построен рекордный мотопланер «РИИГА-2» на базе пилотажного планёра А-13 и туристический четырёхместный самолёт «РИИГА-3» с использованием шасси, крыла и двигателя от самолёта «Аэро-145». Последний был отмечен рядом оригинальных решений, в том числе одноколесным убирающимся в полёте шасси и V-образным оперением. Для постройки самолёта «РИИГА-3» использовались консоли крыла и опоры шасси самолёта «СуперАэро-145» и хвостовая часть фюзеляжа самолёта Як-12Р. Оба самолёта имели двигатели М-332 чехословацкого производства.

#### Летающая лодка
В 1967 году студент В. З. Цейтлин успешно защитил дипломный проект легкой летающей лодки-амфибии. Отдельные разработки его проекта нашли позднее применение в конструкции летающей лодки «РКИИГА-74», создававшейся начиная с 1972 года небольшим коллективом студентов, в который вошли Ю.Прибыльский, А.Швейгерт, В.Ягнюк. Руководили группой Ф. А. Мухамедов, успевший защитить кандидатскую диссертацию, и инженер Р. В. Щавинский.
На базе катера «Прогресс» и агрегатов планера КАИ-12 «Приморец» (крыло с подкосами и хвостовое оперение) был спроектирован двухместный гидросамолёт с двигателем М-332. Постройка самолёта велась по 1974 год. На последних этапах к ней подключились студенты О.Барышев, В.Пикалов, А.Ловцов. Активную помощь оказывали преподаватели института В. Ф. Бухаров, инженер НИС В. Я. Бирюков и преподаватель В. З. Цейтлин.
На летающей лодке был установлен авиационный поршневой двигатель М-332 мощностью 140 л. с. с металлическим винтом серийного чехословацкого самолёта.
Мотолодка подверглась максимальному облегчению и аэродинамическому «облагораживанию». Из лодки удалили часть узлов и деталей, предназначенных для водомоторной эксплуатации (слани, банки, кронштейны и т. п.). Зато были усилены шпангоуты в местах крепления моторамы и хвостовой балки. Ветровое стекло было смещено назад, а угол его наклона — увеличен, что вместе с установкой обтекателя на транце лодки позволило значительно снизить её азродинамическое сопротивление. Задняя часть кокпита лодки — запалублена дюралюминиевым листом. Под ним в средней части лодки установили бензобак ёмкостью 90 л и аккумулятор, а в обтекателе мотогондолы был расположен маслобак и агрегаты маслосистемы двигателя. В лодке было установлено спаренное управление (два штурвала и две пары педалей), приборная доска с пилотажно-навигационными приборами и приборами контроля двигателя.
Летающая лодка имела взлётную массу 900 кг, массу конструкции — 60 кг, максимальную скорость 165 км\ч, дальность полёта — 900 км. Кабина самолёта открытая, сиденья расположены в ряд — «дуэтом», что позволяло выполнять обязанности пилота поочерёдно правому или левому лётчику и использовать «РКИИГА-74» как учебную машину.
К концу лета 1974 года постройка самолёта была завершена, и начались его наземные и водные испытания на озере Балтэзерс в окрестностях Риги. После выполнения потребовавшихся доработок, в частности установки накладного редана, гидросамолёт РИИГА-74 был подготовлен к первому полету, который выполнили 17 сентября 1974 года КВС Латвийского Управления ГА, пилот 1-го класса В. Н. Абрамов и В. З. Цейтлин. На высоте около 150 м самолёт сделал несколько кругов над озером. С первым полётом творческий коллектив поздравил профессор кафедры конструкции летательных аппаратов МАИ, доктор технических наук А. А. Бодягин. Расчеты конструкторов полностью подтвердились. Самолёт хорошо слушался рулей и был устойчив в полёте. Всего за время испытаний было выполнено 15 полётов общей продолжительностью около 2-х часов.
В апреле 1975 года газета «Комсомольская правда» командировала в Ригу своего специального корреспондента Т. Иларионову, чтобы рассказать всей стране о будущих инженерах, которые подняли в небо свой первый самолёт и уже думают о новом.
Лодка «РКИИГА-74» получила название «Эксперимент» и летом 1976 года представляла Латвию на Всесоюзной выставке научно-технического творчества молодежи, действовавшей на ВДНХ. Министерство высшего и среднего специального образования СССР наградило участников постройки летающей лодки Ю. Прибыльского, В. Ягнюка, А. Швейгерта, О. Барышева и В. Пикалова золотыми медалями и дипломом «За лучшую студенческую научную работу».
В 1977 году о рижской «летающей лодке» написал польский авиационный журнал «Skrzydlata Polska».

### Аппараты на воздушной подушке

Созданный в студенческом КБ РКИИГА АВП «Аэроджип» — один из популярных экспонатов НТТМ-89.

В СКБ РКИИГА под руководством проф. В. З. Шестакова и инженера Р. В. Щавинского с 1975 года велись исследования и разработки по созданию летательных аппаратов и других транспортных средств для использования в условиях бездорожья. Это аппараты на воздушной подушке (АВП) и динамического поддержания (АДП), в том числе экранопланы.

#### Экранолет «ЭЛА-01»

Экраноплан ЭЛА-01 во время испытаний в Пренае.

Прототип тяжелого экранолета, проектирование которого предусматривала комплексная программа создания летательных аппаратов с несущим фюзеляжем. «ЭЛА-01» спроектирован и построен в период с июня 1976 г. по октябрь 1978, испытания длились до 1985 года, после чего он был передан Заказчику (МАИ). К этому времени Ф. Мухамедов уже работал в МАИ и, зная возможности своего родного СКБ, способствовал заключению договора между МАИ и РКИИГА, он же был Главным конструктором ЭЛА-01, научным руководителем от МАИ был А. А. Бадягин.
От РКИИГА руководителем проекта был В. Шестаков, ответственным исполнителем Р. В. Щавинский. ЭЛА-01 был построен на экспериментальном заводе спортивной авиации в Литве, г. Пренай, имевшем огромный опыт производства планеров стеклопластиковой конструкции, свой аэродром и летно-испытательную станцию со штатом дипломированных летчиков-испытателей. Завод располагался вблизи реки Неман, на прямых протяженных участках которой и проводились испытания. Руководителем работ по ЭЛА-01 со стороны завода стал директор В. И. Пакарскас, а ответственным исполнителем — А. А. Швейгерт, выпускник РКИИГА и энтузиаст СКБ.
«ЭЛА-01» представлял собой пилотируемую модель для исследования характеристик тяжелого экранолета, создаваемого в ЦКБ Алексеева. В отличие от предыдущих проектов с прямым крылом, данный проект разрабатывался по схеме несущего фюзеляжа. При такой схеме достаточно просто формируется воздушная подушка. Система управления ЭЛА-01 включала в себя ножное и ручное управление рулями высоты и направления с водными рулями, закрылками, элеронами, триммером руля высоты и управление оборотами маршевого и подъемного двигателей.
«ЭЛА-01» был одним из первых летательных аппаратов, конструкция которого в основном была выполнена из композитного материала: стеклопластика.
Первый этап испытаний «ЭЛА-01» проводил пилот И. Багдонас в октябре 1978 г. Первый кратковременный полёт экранолёт совершил 4 ноября 1978 г. Все полеты проводились над р. Неман в районе Каунаса. Аппарат показал хорошие характеристики устойчивости и управляемости в режиме экранного полёта на высоте 0,5-1 метра, легко выходил на режим глиссирования на скоростях 40-45 км/час, устойчиво и без большого брызгообразования на скоростях 70-75 км/час отрывался от воды и развивал скорость до 150 км/час в режиме экранного полёта и мог выполнять полёты по-самолётному в отрыве от экрана до высоты 3 км.
Был получен большой объём исследований в неизведанной области полётов вблизи экрана, при испытаниях старались предусмотреть всевозможные ситуации, в которые может попасть будущий большой экранолёт.
В 1979—1983 гг. на «ЭЛА-01» сотрудники МАИ спроектировали, изготовили и установили систему автоматического управления движением и систему измерения и записи параметров движения, чтобы исследовать динамику неуправляемого и управляемого движения аппарата на различных режимах движения на статической воздушной подушке, на глиссировании взлётов, в полёте на малых высотах и на посадке в условиях различных ветро- и волновых возмущений. Исследовались режимы взлета, полета и посадки экранолета с шасси на статической воздушной подушке в автоматическом режиме и можно утверждать, что это было сделано впервые в мире.
Этим проектом было положено начало второму поколению экранопланов, у которых повышена манёвренность и управляемость, увеличена максимальная скорость полёта и снижена необходимая мощность двигателя в крейсерском полёте над экраном, а также повышена мореходность, так как высота парения его над опорной поверхностью в этом случае увеличивается в 5-6 раз.
Таким образом, с помощью ЭЛА-01 были получены уникальные результаты в практически малоизвестной в то время области новых видов транспорта — аппаратов динамического поддержания — экранопланов нового поколения. Участники проекта — сотрудники МАИ и РКИИГА защитили авторскими свидетельствами СССР на изобретения свыше 75 технических решений по «ЭЛА-01». От РКИИГА в работе участвовали Д. П. Осокин, Д. Ф. Титов, А. Г. Заверткин, В. Г. Ягнюк, А.Смутов, Ю.Смирнов, Ю. Б. Прибыльский, В. Я. Бирюков, А. А. Швейгерт, В. М. Шапарь.

#### АВП «Аэроджип»
Поскольку в «ЭЛА-01» были совмещены элементы, характерные для экранолета, экраноплана, аппарата на воздушной подушке (АВП) и даже аэроглиссера, полученные знания позволили создать АВП. В 1985 году РКИИГА через СКБ был заключен договор с Таганрогским авиационным научно-производственным объединением им. Бериева (ТАНТК им. Г. М. Бериева) на разработку шасси на воздушной подушке для летательного аппарата.
Научным руководителем был назначен В. Шестаков, ответственным исполнителем Р. Щавинский, он же главный конструктор этого проекта. Разрабатываемый аппарат получил название «Аэроджип». От Таганрогского производственного объединения руководителем проекта был Заремба Э. В.
В начале 1990-х г. АВП был разработан и изготовлен в металле на базе модели автомобиля «ВАЗ-2103» и разных авиационных агрегатов. Он прошёл в полном объёме ходовые испытания в Таганроге, в том числе на Азовском море, мог плавать, и двигаться по ровной поверхности — асфальту, земле, снегу, льду. Были просчитаны и исследованы возможности использования полученных знаний применительно к летательному аппарату на воздушной подушке. Результаты исследований и сам АВП были переданы заказчику, многие оригинальные разработки были защищены авторскими свидетельствами на изобретения, Э. В. Заремба — руководитель проекта от ТАНТК — защитил кандидатскую диссертацию на данную тему в учёном Совете РАУ, а затем ещё раз в Ленинградской академии гражданской авиации, научный руководитель проф. В.Шестаков.
В 1989 году АВП выставлялся на Всесоюзном смотре научно-технического творчества молодёжи и был признан одним из самых популярных экспонатов, задав тему обложки мартовского номера журнала «Моделист-конструктор» 1990 года.
После публикаций о создании этого аппарата, особенно в журнале «Техника — молодёжи», появились многочисленные заявки от самых разных организаций на этот аппарат. В Таганроге было изготовлено несколько действующих АВП, но серийного производства не получилось, отсутствовало финансирование.

### Воссоздание старых образцов самолётов

#### Илья Муромец
Первый самый большой в мире самолёт «Илья Муромец», сконструированный И. Сикорским, был построен авиационным отделом Русско-Балтийского вагонного завода в Петербурге. Постройка первой машины завершена в октябре 1913 года. Всего было построено около 80 машин. Однако, когда в конце 1970-х годов киностудия «Мосфильм» приступила к съёмкам кинофильма «Поэма о крыльях» о двух выдающихся авиационных конструкторах, И. Сикорском и А. Туполеве, ни одной машины в стране уже не сохранилось.
И тогда обратились в РКИИГА для создания полноразмерной нелетающей копии этого самолёта. Был заключен договор через СКБ института и колхоз «Накотне» Елгавского района, который имел право на коммерческую деятельность.
От РКИИГА в проекте участвовали: Виктор Григорьевич Ягнюк, Юрий Борисович Прибыльский, Донат Павлович Осокин, Дмитрий Титов, студенты Андрей Сипкевич, Сергей Щукин.
Сотрудники института под руководством Ю. Б. Прибыльского спроектировали и изготовили фюзеляж самолёта, центроплан верхнего крыла, управление, воздушные винты и стыковые узлы крыльев, провели прочностные расчёты фюзеляжа, крыльев и узлов.
Окончательная сборка самолёта проводилась в июле-августе 1977 года в ангаре колхоза «Накотне».
Полёты самолёта не предусматривались, но он должен был в ходе съёмок самостоятельно разбегаться, с подъёмом хвоста, имитируя взлёт. Для этого на самолёте были установлены четыре авиадвигателя М-337 общей мощностью 840 л. с. и полностью работоспособная система управления рулями и элеронами.
Съёмки кинофильма проводились на Тушинском аэродроме в Москве и на Кубе. После их завершения самолёт демонстрировался на ВДНХ СССР, где летом 1979 года проводилась выставка «60 лет советского кино», а затем был передан в музей ВВС в г. Монино, где и находится в настоящее время. В музей ВВС он поступил в 1979 году и с 1985 года экспонируется после восстановительного ремонта.

#### Самолёт Р-5
В 1983 г. приказом министра ГА в Ульяновске при Высшем летном училище была начата организация Головного отраслевого музея истории гражданской авиации. Сбор техники велся по всей стране. Очень многих летательных аппаратов к этому периоду уже давно не существовало. Поэтому разыскивались чертежи уже несуществующих машин и восстанавливались в натуральную величину в металле. Было и обязательное условие — восстановленные машины должны были лететь к месту базирования в г. Ульяновск своим ходом.
Восстановление летательных аппаратов было поручено учебным заведениям Министерства гражданской авиации, одним из которых был РКИИГА. Указанием начальника Управления учебными заведениями МГА Ю. Дарымова на долю рижан достался Р-5 — советский многоцелевой одномоторный самолёт 1930-х годов, созданный в ОКБ Поликарпова в 1928 году, серийно выпускавшийся с 1930-го по 1936 г.
Сложность работы заключалась в отсутствии самолётов этого типа в отечественных и зарубежных музеях и даже технической документации по ним. Благодаря помощи любителей авиации из разных районов страны, приславших письма и фотографии, удалось найти техническое описание самолёта, описание и руководство по ремонту двигателя М-17ф. Ценные материалы по истории создания самолёта Р-5 предоставил в распоряжение СКБ мемориальный музей Н. Е. Жуковского.
На основе полученных материалов старший преподаватель РКИИГА Д. П. Осокин вместе со студентами А.Дмитриёнком и А.Михальченко, выполнявшими дипломные проекты по реставрации Р-5, удалось восстановить чертежи общих видов и компоновку самолёта. Однако для уточнения технологических нюансов воссоздания самолёта и приближения копии к оригиналу необходимо было иметь хотя бы останки этого самолёта. Из архивов стало известно, что в 1935—1940 годах при работах по прокладке высокогорной авиатрассы Душанбе — Хорог потерпели катастрофу два самолёта Р-5.
Кроме того, в 1937 г. лётчик-испытатель КБ Н. Н. Поликарпова Михаил Алексеевич Липкин, участвовавший в обеспечении большой Памирской экспедиции на пик Ленина, с трудом справившись с мощным воздушным нисходящим потоком, сумел посадить самолёт Р-5 на небольшой пологий участок склона снежного купола на высоте 5200 м. Лётчик не пострадал, но самолёт пришлось оставить на месте посадки, которое с тех пор носит название скалы Липкина и служит ориентиром одного из часто посещаемых маршрутов на пик Ленина.
Благодаря хорошим и дружеским связям с Таджикским управлением ГА, где начальником управления был однокашник по учебе в РКИИГА проректора института В. Шестакова Владимир Рязанов, удалось организовать экспедицию сотрудников и студентов института сначала для поисков останков самолёта, а потом и их эвакуации. Горной частью экспедиции руководил доцент, мастер спорта по альпинизму А. В. Романов, видевший самолёт Липкина в 1968 году во время своего восхождения на пик Ленина.
Именно Романов и руководитель СКБ Виктор Ягнюк смогли воплотить в жизнь идею о возвращении Р-5 к людям. Облетав на вертолёте большие горные пространства, останки самолёта обнаружили на склоне пика Ленина, на высоте более 5000 м. Сохранившаяся передняя часть фюзеляжа и некоторые другие детали были доставлены в Ригу, в СКБ. С них изготовили точные копии. Огромную организационную работу выполнил В. Ягнюк, который, установив связи с подразделениями ГА, нашёл и доставил в Ригу детали управления с разбившегося на Чукотке в 1934 г. самолёта Р-5 лётчика Бастанжиева, 4 двигателя М-17ф от потерпевшего аварию между Охотском и Магаданом самолёта ТБ-3 и аналогичного двигателя с острова Рудольфа Земли Франца-Иосифа, сохранившегося там в заводской упаковке со времен экспедиции Папанина на Северный полюс. Шасси с Р-5 было найдено также на Памире душанбинскими авиаторами и передано в Ригу.
С 1984 года началось изготовление деталей, сборка отдельных узлов и агрегатов самолёта. Под руководством при непосредственном участии инженеров СКБ И.Васильева и А.Швейгерта были изготовлены фюзеляж, капоты и крылья самолёта. Значительная часть проектных разработок выполнялись студентами в качестве дипломных и курсовых проектов, расчётно-графических и домашних заданий.
В связи с распадом СССР и общей структуры учебных заведений гражданской авиации самолёт остался в ангаре теперь уже бывшего СКБ института невостребованным, как напоминание о былом взлёте и глубокой заинтересованности студентов в знаниях, любви к избранной специальности.

### Создание дельтапланов
В 1973 году в СКБ РКИИГА была образована секция дельтапланеристов: Александр Белёвкин, Николай Кулешов, Олег Оре, А. Смирнов, А. Прокофьев, Е.Соколов. Благодаря им создание и полеты на этих аппаратах получили широкое распространение в Латвии.
В том же 1973 году совместно с энтузиастами дельтапланеризма города Риги, объединенными редакцией газеты «Советская молодёжь», студентами А. Бойденко, Н. Кулешовым и О. Оре был построен первый в СКБ РКИИГА, да и в Латвии дельтаплан. Его первые полёты состоялись 30 декабря 1973 года в Сигулде.
По инициативе В.Ягнюка и редакции журнала «Техника-молодёжи» в марте 1976 года в Карпатах состоялся первый Всесоюзный слёт дельтапланеристов, на котором Латвию представляла делегация РКИИГА.
В последующие годы секция СКБ РКИИГА являлось центром спортивной и методической работы, основным поставщиком спортсменов в сборную республики для участия в слётах, сборах и чемпионатах страны по дельтапланеризму.
Естественным развитием дельтапланеризма является мотодельтапланеризм. Мотодельтопланы не требуют выездов в горы, более безопасны в эксплуатации, так как позволяли совершать полеты в простых метеоусловиях и при гладком рельефе местности.

#### Мотодельтапланы
Первый мотодельтаплан с легким мотоциклетным двигателем создал в 1984 году выпускник механического факультет РКИИГА В. Э. Шевчук в кружке юных авиаконструкторов при Доме пионеров Московского района Риги. На машине были установлены двигатель от минского мотоцикла с рабочим объемом 125 см3 и мощностью 11,5 л. с. (8,5 кВт) при максимальном числе оборотов 6200 об/мин с редуктором, снижающим обороты воздушного винта диаметром 1,2 м до 2300 об/мин, и обычная мототележка с колесным шасси. Масса конструкции — 90 кг, взлетная масса — 160 кг, размах крыла 10 м, площадь крыла — 14,36 м2, удлинение — 7.
Мотодельтаплан испытывал его конструктор, который затем принял участие во Всесоюзном смотре-конкурсе сверхлёгких летательных аппаратов в 1985 г. в Киеве и получил высокую оценку специалистов.
Второй мотодельтаплан с более мощным двигателем (30 л. с.) был спроектирован и построен в СКБ студентом механического факультета Василюнасом Виргисом и показал отличные лётные качества.
Большой вклад в дело развития мотодельтапланеризма внесли Н. С. Кулешов и О. В. Оре. Ими были созданы мотодельтапланы «Эрглис» и «Дельта-агро», неоднократные участники и призёры выставок и смотров-конкурсов.
Сверхлёгкий мотодельтаплан ЛA-7 «Эрглис» (erglis — орёл (латыш.)) был представлен на слёте сверхлёгких летательных аппаратов СЛА-85 в Киеве. Авторы проекта и разработчики—сотрудники и студенты СКБ РКИИГА О. В. Ope, Н. Н. Кулешов, Ю. Б. Прибыльский. Для облегчения конструкции «Эрглиса» и упрощения её разработчики отказались от мототележки, закрепив двигатель собственной конструкции на килевой балке. Воздушный винт установили в кольцевом канале для повышения КПД винта и обеспечения надёжного его ограждения. Мотодельтаплан имел двухцилиндровый двигатель воздушного охлаждения, разработанный на базе бензопилы «Дружба» с рабочим объёмом 210 см, мощностью 10 л. с. (13,6 кВт). «Эрглис» участвовал во внепрограммных полётах на СЛА-85, пилотировал его С. Дробышев. Аппарат уверенно взлетал и имел вертикальную скорость более 1 м/с. Коллектив СКБ РКИИГА получил специальную медаль «Мастер золотые руки» за изготовление мотодельтаплана «Эрглис».
Этот аппарат также демонстрировался на ВДНХ СССР и был удостоен медалей.

#### Использование в народном хозяйстве
Затем при участии Ю. Б. Прибыльского была разработана силовая установка мотодельтаплана на базе лодочного мотора «Вихрь-30». Такие силовые установки успешно использовались на мотодельтапланах, оборудованных сельскохозяйственной аппаратурой, для внесения жидких удобрений на поля в агрофирмах «Адажи» и «Узвара» в 1988 г.
Мотодельтаплан «Дельта-Агро» построен в СКБ РКИИГА. Разработчики: А.Белевкин, Н.Кулешов, О.Оре и Ю.Прибыльский. Это был первый мотодельтаплан монококовой конструкции с полузакрытой кабиной пилота. Аппарат получил специальный приз ОКБ им. Ильюшина.
В СКБ под руководством А.Белевкина был спроектирован и построен двухместный мотодельтаплан, предназначенный для выполнения различных видов работ в народном хозяйстве. Позднее, когда наступило время кооперативов, этот аппарат стал тиражироваться.
Мотодельтапланы, разработанные и изготовленные в СКБ РКИИГА, всегда отличались оригинальностью разработок, нередко в них применялись технические идеи, имеющие патентную защиту, опережающие технический и технологический уровень других коллективов. При их проектировании уже в то время применялись ЭВМ для расчёта и оптимизации режимов работы воздушного винта, его согласования с режимами работы двигателя.